# بيل أوينز (سياسي)
بيل أوينز (بالإنجليزية: Bill Owens)‏ هو محامي وسياسي أمريكي، ولد في 20 يناير 1949 في نيويورك في الولايات المتحدة. نشط حزبياً في الحزب الديمقراطي.

## مناصب
- في انتخابات مجلس النواب الأمريكي 2008 [الإنجليزية]‏، انتخب عضو مجلس النواب الأمريكي عن دائرة New York's 23rd congressional district [الإنجليزية]‏ وقد انضم خلال فترته النيابية [الإنجليزية]‏ (3 نوفمبر 2009 – 3 يناير 2011) للكتلة البرلمانية الحزب الديمقراطي.
- في انتخابات مجلس النواب الأمريكي 2010 [الإنجليزية]‏، انتخب عضو مجلس النواب الأمريكي عن دائرة New York's 23rd congressional district [الإنجليزية]‏ وقد انضم خلال فترته النيابية [الإنجليزية]‏ (5 يناير 2011 – 3 يناير 2013) للكتلة البرلمانية الحزب الديمقراطي.
- في انتخابات مجلس النواب الأمريكي 2012، انتخب عضو مجلس النواب الأمريكي عن دائرة New York's 21st congressional district [الإنجليزية]‏ وقد انضم خلال فترته النيابية (3 يناير 2013 – 3 يناير 2015) للكتلة البرلمانية الحزب الديمقراطي.
- انتخب عضو مجلس النواب الأمريكي (2009 – 2015).

## وصلات خارجية
- بيل أوينز (سياسي) على موقع إن إن دي بي (الإنجليزية)